# Padroado
El Padroado portugués (en portugués: Padroado português, traducido al español como patronato portugués) fue un acuerdo establecido entre la Santa Sede de la Iglesia católica y el Reino de Portugal en el que el papa delegaba en el rey de Portugal el derecho exclusivo de organizar y financiar todas las actividades religiosas en los dominios y tierras descubiertas por los portugueses. Fue heredado en 1910 por la República Portuguesa.

## Introducción

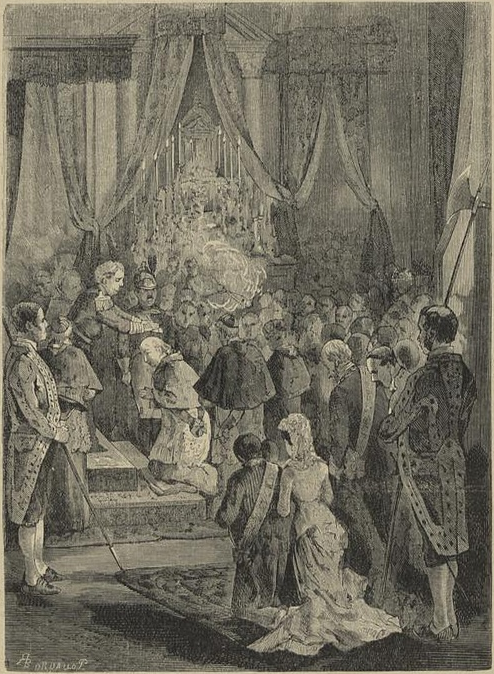
Américo Ferreira dos Santos Silva recibiendo el capelo cardenalicio de manos del rey Luis I de Portugal en 1879

Tras la supresión de la Orden del Temple, sus posesiones fueron transferidas a una orden portuguesa sustituta, la Orden de Cristo (Militia Christi), encargada de combatir a los moros, mediante la bula Ad ea ex quibus de 1319. En 1415, a la toma de Ceuta por los caballeros de la Orden de Cristo al mando del infante Enrique el Navegante le siguió la erección de la diócesis de Ceuta en 1417 por el papa Martín V. No existía todavía el Padroado pero la creación de una primera estructura eclesiástica siguió de cerca el comienzo de la aventura colonial portuguesa, cuando los reyes portugueses tomaron la iniciativa de explorar las costas de África y empujaron hacia el este, buscando nuevas áreas para el comercio. 
La pretensión secular y espiritual de la Orden de Cristo de conquistar y hacer proselitismo en territorios no cristianos quedó concretada en un total de 69 bulas papales. Son de primera importancia la bula Romanus Pontifex, que concedía a Portugal el monopolio comercial de la ruta marítima a la India, y la bula Inter caetera, en la que se transfirió a la Orden de Cristo la jurisdicción eclesiástica desde el cabo Bojador hasta la India. La bula Dum diversas del papa 'Nicolás V (1452) dice explícitamente que dado que el rey Alfonso V de Portugal emprendió la conquista de África para la gloria de Dios y su intención era conducir a los enemigos del cristianismo a la fe cristiana, obtuvo para sí y para sus sucesores el derecho de propiedad sobre tierras paganas y musulmanas. Este derecho fue confirmado y extendido al sur y este de Asia por el mismo papa el 8 de enero de 1455 con la bula Romanus pontifex.
Cuando Guinea fue conquistada por Enrique el Navegante, el papa Calixto III concedió la jurisdicción eclesiástica a la Militia Christi sobre toda la región conquistada y para conquistar toda la costa africana (1456).
Los principales privilegios del Padroado fueron sancionados por dos bulas del papa León X: la Dum fidei constantiam del 4 de junio de 1514 y la Emmanueli Regi Portugalliae illustri del 12 de junio del mismo año, que sometieron a la Militia Christi la jurisdicción eclesiástica de todas las tierras conquistadas. Una situación similar ocurrió también para los reyes de España, a quienes en 1493 el papa Alejandro VI concedió los mismos privilegios de los que disfrutaban entonces los reyes portugueses. Los papas sucesivos otorgaron una amplia gama de favores y autoridades a los reyes, quienes afirmaron que se les otorgaron poderes irrevocables para establecer y patrocinar iglesias y obispados en tierras abiertas al comercio portugués en el sur de Asia.
Duró, con varios cambios, hasta mediados del siglo XX. A través del Padroado el rey de Portugal podía construir iglesias y designar candidatos a los obispados y beneficios eclesiásticos, que luego eran aprobados por el papa. Permitía también que el jefe de Estado portugués fuera quien impusiera el capelo cardenalicio al patriarca de Lisboa, normalmente algo realizado por los papas. Esta concesión, que aportaba al rey de Portugal cierta parte de las rentas eclesiásticas de su reino, llevaba la condición de que enviara buenos misioneros a sus nuevos súbditos, y de que dotase debidamente a tales diócesis, parroquias y establecimientos religiosos que debían establecerse en sus territorios adquiridos.
Así, las estructuras del Reino de Portugal tenían no sólo una dimensión político-administrativa, sino también religiosa. Con la creación del Padroado, muchas de las actividades características de la Iglesia católica fueron, de hecho, funciones del poder político. Particularmente la Inquisición, que en los Imperios portugués y español (que también se benefició del régimen de Padroado) funcionó más como policía que en su función religiosa inicial.
El Padroado portugués cambió mucho a lo largo del tiempo, pero sus últimos vestigios fueron suprimidos con el desmantelamiento del Imperio portugués y con el Concilio Vaticano II (1962-1965), que desalentó este tipo de organización de la Iglesia, en la que se entrometía el Estado demasiado en los asuntos eclesiásticos.
Cuando el Imperio del Brasil se independizó de Portugal en 1822, además de la confirmación de la fe católica como religión oficial del nuevo Estado, se mantuvo el régimen de Padroado, con todas sus instituciones y privilegios, y esto fue reconocido por la Santa Sede en 1826. Poco después de que Brasil se convirtiera en república en 1889, el Padroado fue abolido en el país por el mismo decreto que promulgó la separación de la Iglesia y Estado el 7 de enero de 1890.

## Padroado Real
El Padroado Real (patronato regio), derecho del rey de Portugal, fue instituido en el siglo XVI por el rey Juan III de Portugal e incluía nuevas diócesis erigidas en territorios conquistados por Portugal y creadas por el rey, tanto en Portugal como en ultramar. Sin embargo, el patronato excluía a las diócesis erigidas anteriormente. A partir de 1212 el papa Inocencio III reservó el patrocinio de las iglesias parroquiales portuguesas a los reyes de Portugal, que también se incorporó al Padroado Real. Este patronato real sustituyó al patronato colectivo ejercido por un señor feudal, que estuvo vigente hasta el siglo XIII.
Todos los obispos de las diócesis portuguesas eran elegidos y aprobados por la Santa Sede, a pesar de que aceptaba a menudo las propuestas del rey para no causar conflictos. Reyes como Alfonso III, Manuel I, Sebastián I, Felipe II de España y I de Portugal, Juan IV y Pedro II trataron constantemente de utilizar el derecho de patronato para inmiscuirse en asuntos que sólo correspondían a la Santa Sede. En 1740 el papa Benedicto XIV confirmó el derecho real a los beneficios de los nuevos obispados, pero también reafirmó el antiguo derecho pontificio de nombrar obispos, canónigos y otras dignidades eclesiásticas de los antiguos obispados. El patrocinio real se mantuvo hasta la ley portuguesa de separación del Estado de las Iglesias de 1911, después de la Revolución del 5 de octubre de 1910 que estableció la República Portuguesa.

## Padroadoultramarino portugués

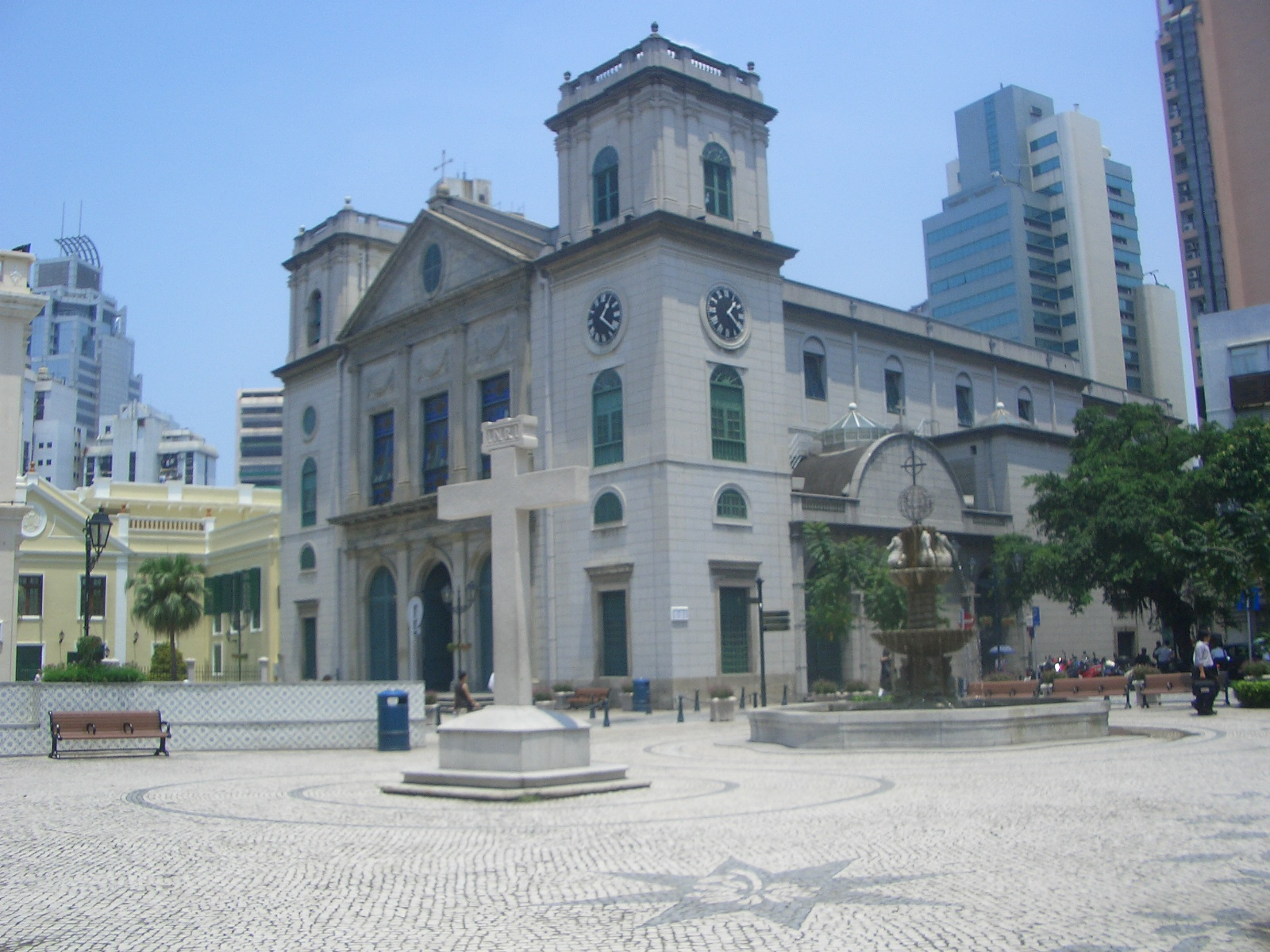
Igreja da Sé, la actual Catedral de Macao, que fue la sede del Padroado portugués en el Lejano Oriente

A principios del siglo XV el Padroado ultramarino portugués incluía las iglesias católicas del norte de África y de Madeira, que pertenecían a la Orden de Cristo. Por lo tanto, antes de la muerte de Enrique el Navegante en 1460, que era gran maestre de la Orden de Cristo, el Padroado' no estaba formalmente en posesión de la Corona portuguesa. Después de 1460 el gobierno patronal pasó efectivamente a la Corona.
En el siglo XVI el patronazgo también pasó a abarcar las Iglesias católicas de Oriente y todos los clérigos y misioneros destinados a África y Asia, que pasaron a estar subordinados al rey de Portugal. Por lo tanto, el mecenazgo permitía a Portugal ejercer su influencia y poder (religioso y comercial) en territorios no ocupados y no administrados por él (ej: Japón y China). Con el tiempo, estos privilegios derivados del mecenazgo fueron confirmados en varias bulas papales para la creación de nuevas diócesis (diócesis de Funchal, diócesis de Santo Tomé, diócesis de San Salvador de Bahía, diócesis de Santiago de Cabo Verde, diócesis de Goa, arquidiócesis de Cranganor, diócesis de Macao, diócesis de Funay, diócesis de Pekín, diócesis de Nankín, etc.).
Sin embargo, en el siglo XVII la extensión del mecenazgo se limitó a los territorios conquistados por Portugal, porque la Congregación de Propaganda Fide (en Roma) decidió enviar misioneros directamente a las tierras "infieles" no ocupadas por los europeos. Como ejemplo, esta decisión resultó en la creación de los vicariatos apostólicos de Tonkín (hoy arquidiócesis de Hanói) y Cochinchina (hoy diócesis de Quy Nhơn) en 1659, cuyos territorios fueron administrados anteriormente por la diócesis de Macao. Los misioneros protegidos por Roma (ej: Sociedad de las Misiones Extranjeras de París) crearon conflictos con los misioneros protegidos por Portugal debido a los métodos de evangelización, creando una serie de controversias en varios países (ej: controversia de los ritos en China). En 1742 el papa Benedicto XIV emitió una bula que favorecía a los misioneros romanos y condenaba definitivamente el método portugués, en concreto el de los jesuitas, porque este método respetaba y se adaptaba demasiado a las costumbres indígenas.
1759 el marqués de Pombal disolvió la Compañía de Jesús en territorio portugués, que era la principal evangelista del Padroado. Y, en 1773, esta orden religiosa fue desmembrada. En 1834 el Padroado sufrió otro gran revés: todas las órdenes religiosas masculinas fueron extinguidas en el Imperio portugués. Aun así, el Padroado aún logró sobrevivir, aunque muy debilitado y con serios problemas, gracias al esfuerzo de varios seminarios, como el Seminario de Rachol (en Goa), el Seminario de San José en Macao y el Colegio de Cernache. A lo largo de los siglos, estos seminarios (y muchos más) han formado a muchos misioneros y obispos, lo que permitió a los portugueses seguir desempeñando los deberes evangelizadores del Padroado, incluso después de haber perdido muchos de sus antiguos territorios de ultramar y gran parte de su antigua influencia.

## Diócesis de Funchal
En 1514 el papa León X creó la diócesis de Funchal, a donde se envió al obispo, quien se haría responsable de todos los sacerdotes y frailes que partieran hacia tierras africanas, americanas o indias. Fue la primera diócesis gestionada bajo el régimen del Padroado, y le dependían eclesiásticamente todos los territorios conquistados al sur de Mauritania, desde Brasil hasta India y China. El rey de Portugal era su patrono y protector por la bula Praecelsae devocionis del 3 de noviembre de 1514.

## Diócesis de Cabo Verde
En 1533, ya reinaba Juan III, había tantos misioneros y conversos que fue necesario crear una segunda diócesis de ultramar, que se instaló en el archipiélago de Cabo Verde. Esta diócesis, que se llamó Santiago de Cabo Verde, fue el resultado de la desmembración de la diócesis de Funchal.

## Diócesis de Goa
En 1534, con la gran afluencia de misioneros a la India, se creó también la diócesis de Goa. La bula Aequum reputamus del 3 de noviembre de 1534 del papa Pablo III, que creó la diócesis de Goa especifica los derechos patronales:
- el rey tiene la obligación de edificar y mantener las iglesias, conventos y oratorios en lo que se refiere al ministerio de las almas;
- tiene derecho a presentar candidatos a los beneficios eclesiásticos;
- se hace cargo de los gastos del culto y sostiene económicamente a todos los que allí trabajan, desde el obispo hasta el sacristán;
- proporciona un número suficiente de sacerdotes para el servicio divino y el ministerio pastoral (con monopolio misionero).

Cuando las diócesis de Cochín y Malaca fueron erigidas en 1558 Pablo IV dejó en manos del rey de Portugal la delimitación de sus fronteras. 
A lo largo de la historia, varias diócesis asiáticas fueron sufragáneas de Goa, como la diócesis de Funay en Japón; la arquidiócesis de Cranganor, la diócesis de Damán (hoy parte de la arquidiócesis de Goa y Damán) y la diócesis de Santo Tomé de Meliapor (las 3 en India); la diócesis de Dili en Timor Oriental (hoy arquidiócesis); la diócesis de Macao  la arquidiócesis de Nankín y la arquidiócesis de Pekín (ambas en China); la diócesis de Malaca (hoy diócesis de Malaca-Johor) en Malasia y la arquidiócesis de Maputo en África.

## Padroadoportugués en China
En 1576 se creó la diócesis de Macao sobre la base de la diócesis de Malaca, para evangelizar y servir a los católicos en China y en todo el Lejano Oriente, con la excepción de Filipinas. Fue la sede del Padroado portugués en el Lejano Oriente y allí funcionaba el Colegio de San Pablo y el Seminario de San José, que formaban misioneros católicos paran varios países del Lejano Oriente, como China y Japón.
Hasta 1622 la misión católica en China estuvo bajo la protección exclusiva de Portugal, es decir, estuvo vinculada al Padroado portugués. Sin embargo, en 1622 se fundó en Roma la Congregación de Propaganda Fide, que pasó a ser la encargada de coordinar y enviar misioneros a tierras no conquistadas por los europeos. Y, en 1659 se erigieron 3 vicariatos apostólicos (Tonkín, Cochinchina y Nankín) de la diócesis de Macao, pero todos ellos encabezados por misioneros franceses de la Sociedad de las Misiones Extranjeras de París, que fue apoyada por la Congregación de Propaganda Fide y posteriormente protegida por Francia. Sin embargo, en 1690 el vicariato apostólico de Nankín fue promovido a la diócesis de Nankín, que se vinculó de nuevo al Padroado portugués. En el mismo año, se restableció la diócesis de Pekín bajo la jurisdicción del Padroado portugués. El Padroado portugués sufrió un nuevo ataque en 1685: el rey Luis XIV de Francia comenzó a proteger y enviar jesuitas franceses a China, rivalizando con los jesuitas y misioneros restantes protegidos por Portugal. Esta creciente rivalidad entre Francia y Portugal también contribuyó a la controversia sobre los ritos en China. Debido a disputas entre el Padroado portugués y la Propaganda Fide, en 1856 las diócesis de Nankín y Pekín se transformaron en vicariatos apostólicos (de Kiangnan y Chi-Li Septentrional) y se separaron del Padroado portugués. Tras el Tratado de Tianjin (en 1858) y la Convención de Pekín (en 1860), Francia se convirtió en la potencia europea responsable de la protección de las misiones católicas en China, restringiendo el Padroado portugués a la diócesis de Macao únicamente.

## Conflictos con la Santa Sede
Con el tiempo, este patrocinio se convirtió en fuente de desagradables molestias para la Santa Sede y en uno de los principales obstáculos para el progreso de las misiones. La principal causa de este cambio fue el incumplimiento por parte de Portugal de las condiciones acordadas en el momento de la concesión del privilegio. Incluso en el apogeo de su poder político y marítimo, Portugal nunca pudo cumplir plenamente con sus obligaciones de patrocinio y protección religiosa. Ya en 1582 por falta de sacerdotes para la India portuguesa el país renunció a su monopolio misionero y admitió a los no portugueses, obligándolos sin embargo a embarcarse en Lisboa. En 1600 esta ruta marítima Lisboa-Goa fue incluso impuesta canónicamente a todos los clérigos que partían hacia Asia. Sin embargo, las dispensas se concedieron rápidamente primero a los religiosos mendicantes y luego a todos los demás en 1633). Otra razón fue el desacuerdo entre Portugal y la Santa Sede con respecto a la extensión del Padroado, ya que, mientras la Santa Sede sostenía que nunca había concedido el privilegio excepto al territorio realmente adquirido, Lisboa reclamaba el derecho para todos los países al este de una línea designada por el Tratado de Tordesillas entre España y Portugal. En virtud de esta interpretación, el Gobierno portugués impugnó el derecho papal de nombrar, sin su consentimiento, obispos misioneros o vicarios apostólicos en países que nunca estuvieron sujetos a su dominio, como la mayor parte de la India, Tonkín, Cochinchina, Siam, y especialmente China. El primero nombrado (en 1637) fue Matteo de Castro como vicario apostólico en Bijapur. Con cada nominación, Portugal protestó contra esta "injerencia", pero en vano. En los antiguos territorios portugueses que quedaron bajo control holandés o inglés, se decía que los vicarios apostólicos designados eran "obispos auxiliares" de los obispos del Padroado que están "impedidos" de jurisdicción. Así fue en Malabar en 1700 y 1724. Sin embargo, no tenían un poder incondicional, lo que creaba grandes dificultades.
En el siglo XVII se produjo un período de crisis en el Padroado tras la ruptura de las relaciones diplomáticas entre Portugal y la Santa Sede, que se prolongará incluso tras la guerra de Restauración portuguesa de 1640. El pontificado del papa Gregorio XVI coincidió también con un momento de crisis del Padroado. La Santa Sede estaba descontenta desde hacía mucho tiempo con la situación general, y especialmente con la oposición mostrada a los vicarios apostólicos por parte de los prelados y el clero de Goa. En Bombay, que había sido cedida a los británicos en 1661, al clero portugués se le permitió al principio permanecer a cargo de las iglesias, pero en 1720, sobre la base de que causaron descontento entre la gente contra el poder británico, fueron expulsados y reemplazados por carmelitas misioneros bajo un vicario apostólico. En el siglo XVIII la situación se volvió intolerable, dado que no solo Portugal ya no tenía los medios económicos para su compromiso misionero de Padroado, sino que su gobierno era abiertamente anticlerical y masónico. Sin embargo, el Padroado le seguía siendo útil como instrumento político de influencia y control.
Después de la revolución de 1834 en Portugal, la expulsión o abolición de las órdenes religiosas y la ruptura de las relaciones diplomáticas con la Santa Sede, se dio un paso más con la creación del vicariato apostólico de Calcuta en 1834, en el que los derechos del Padroado fueron completamente ignorados. La reacción del Gobierno portugués fue virulenta, hasta tal punto que la Santa Sede, como medida de represalia, el 24 de abril de 1838 dictó el breve Multa praeclare con el que se privó a las diócesis indias sujetas al Padroado de una jurisdicción real, que pasó a vicariatos apostólicos bajo el control de la Santa Sede. La situación condujo a la supresión de facto de las tres diócesis de Cochín, Cranganor (hoy suprimida) y Santo Tomé de Meliapor (hoy arquidiócesis de Madrás y Meliapor). Este breve fue rechazado por los portugueses de Goa como espurio, ya que sostenían que incluso la Santa Sede no podía legislar correctamente de esta manera sin el consentimiento del rey de Portugal, lo que provocó un cisma en la Iglesia católica en India (el Cisma de Goa), con varios sacerdotes y parroquias negando la autoridad a los vicarios apostólicos designados por Roma.
A medida que decaía la influencia portuguesa en Oriente, la Propaganada Fide comenzó a asumir más responsabilidades en el mantenimiento de las misiones. Esto dio lugar en algunos casos a la existencia de dos jurisdicciones rivales: del Padroado y de la Propaganda Fide. No se llegó a un acuerdo final hasta 1886, cuando se redactó un concordato y la bula Humanae salutis del papa León XIII del 1 de septiembre de 1886, con los cuales se aclararon y acordaron las respectivas jurisdicciones. Al mismo tiempo se estableció la jerarquía india y todo el país se dividió en provincias, diócesis y prefecturas apostólicas.
En Singapur la misión portuguesa bajo el Padroado operaba la iglesia de San José independientemente de la misión católica y más tarde de la arquidiócesis de Singapur. Esto condujo a una situación de doble administración eclesiástica y tuvo que resolverse finalmente a través de un acuerdo diplomático entre Portugal y la Santa Sede. Esto estaba en línea con el Concilio Vaticano II, en el que la Santa Sede pidió activamente a los gobiernos que renunciaran y anularan tratados o privilegios similares al Padroado. La iglesia de San José finalmente quedó bajo la administración de la arquidiócesis de Singapur. Sin embargo, debido a cuestiones relacionadas con la cultura parroquial y la actividad misionera portuguesa, a la iglesia se le concedieron ciertos privilegios y hasta el día de hoy no se considera oficialmente una iglesia parroquial.
En un mensaje con motivo del IV centenario de la llegada del padre Matteo Ricci a Pekín, el 24 de octubre de 2001 el papa Juan Pablo II expresó la opinión de que una cierta protección de las misiones por parte de potencias políticas europeas reveló ser muchas veces limitativa para a propia liberdad de acción de la Iglesia y tuvo repercusiones negativas para China. Y, sin pretender emitir un juicio definitivo sobre los complejos períodos históricos, el papa se disculpó por este y otros errores y limitaciones que han cometido los católicos en China a lo largo de los siglos.

## Fin delPadroado
En 1911 la ley de Separación del Estado de las Iglesias, una de las promesas de la República, no aplicó al Padroado de ultramar, que pasó a llamarse Padroado Português do Oriente. El papa Pío XI mantuvo el derecho portugués de patronato y se firmó un nuevo acuerdo el 15 de abril de 1928, poniendo fin a la doble jurisdicción. Las diócesis de Padroado ya no tenían jurisdicción sobre las parroquias portuguesas fuera de su propio territorio. Para Bombay se ha decidido un sistema de alternancia episcopal, debiendo ser uno de cada dos arzobispos de nacionalidad portuguesa. Incluso para los últimos territorios portugueses en Asia (Goa y Timor Oriental) y en África (Luanda, Lourenço Marques y otros) el procedimiento de nombramiento episcopal fue modificado por este concordato. Mientras Portugal conservó el derecho de veto sobre los posibles candidatos, el nombramiento real de nuevos obispos pasó a manos de la Santa Sede.
Con la independencia de la India en 1947, la situación volvió a cambiar y se hizo necesario un nuevo acuerdo. Se firmó un acuerdo el 18 de junio de 1950: Portugal renunció a sus derechos sobre las diócesis de la India y la Santa Sede liberó a Portugal de todas las obligaciones financieras hacia ellas. Este es el fin efectivo del régimen de Padroado.
Debido a los cambios coyunturales, el Concilio Vaticano II y el progresivo desmantelamiento del Imperio portugués, el Padroado portugués quedó restringido únicamente a la diócesis de Macao, que en 1975 pasó a estar inmediatamente sujeta a la Santa Sede en términos de jurisdicción eclesiástica. Pero aun así, los vestigios del Padroado (por ejemplo, la jubilación de los misioneros del Padroado asegurada por el Gobierno portugués de Macao) sólo desaparecieron con el final de la administración portuguesa de Macao el 20 de diciembre de 1999.